# Ghaiyyath
Ghaiyyath est un cheval de course anglais né en 2015, entrainé par Charlie Appleby pour l'écurie Godolphin, élu cheval de l'année en Europe en 2020.

## Carrière

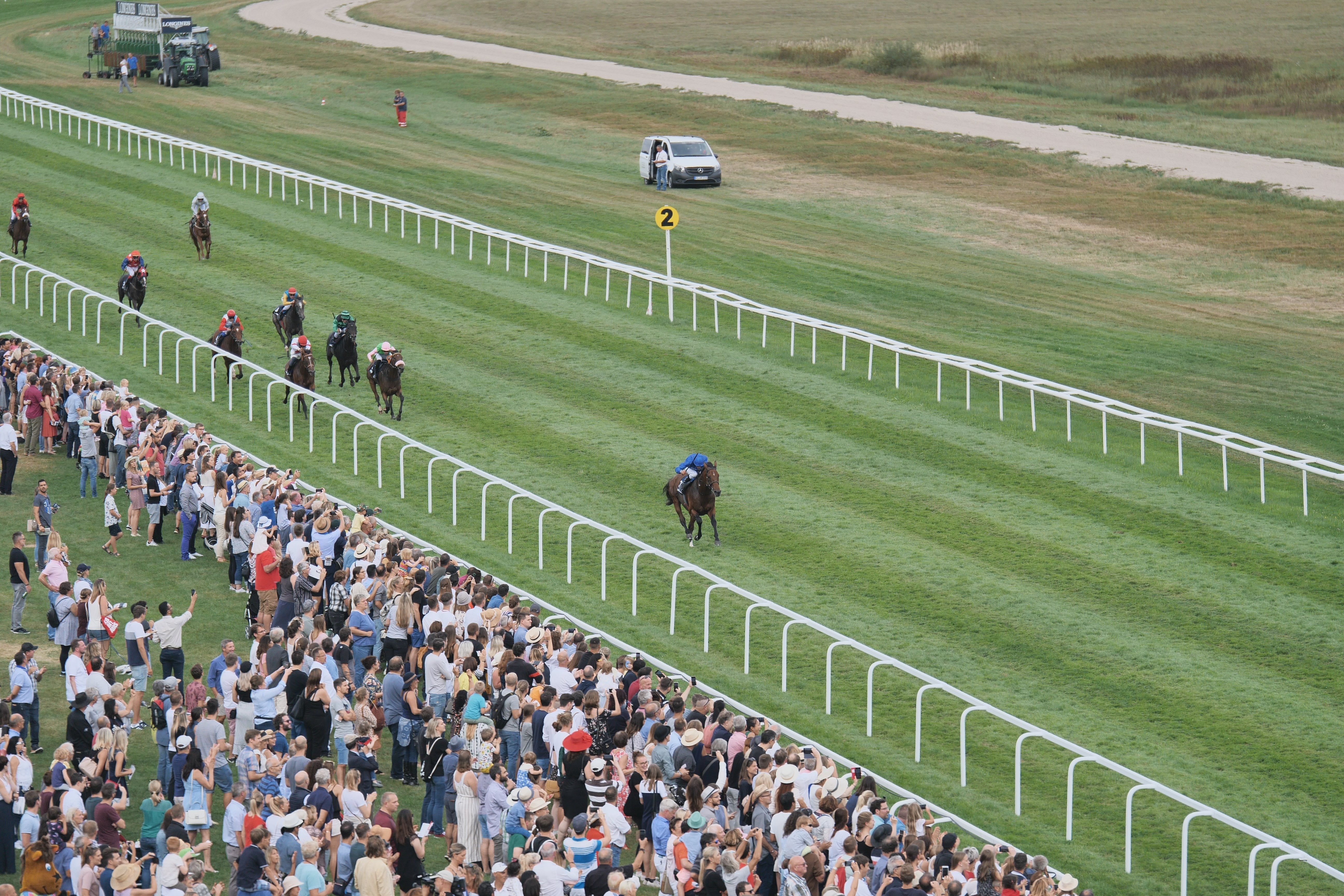
Grosser Preis von Baden 2019

En septembre de ses 2 ans, Ghaiyyath débute par une troisième place dans un maiden avant de s'imposer dès sa sortie suivante. Son succès dans les Autumn Stakes, fait de lui l'un des favoris pour le Derby d'Epsom au printemps suivant. Mais une blessure ruine ses espoirs classiques, et l'on ne retrouve Ghaiyyath qu'un an plus tard à Longchamp, où il s'impose brillamment dans un groupe 3, le Prix du Prince d'Orange, pour ce qui sera son unique sortie à 3 ans.

Casaque de l'écurie Godolphin

Tout neuf, et promis à une belle carrière de cheval d'âge, Ghaiyyath revient à Paris pour une rentrée très convaincante dans le Prix d'Harcourt,. Il peut enfin faire ses débuts au niveau groupe 1 dans une édition relevée du Prix Ganay, où il s'incline avec les honneurs face à Waldgeist, le futur lauréat du Prix de l'Arc de Triomphe, et le Niárchos Study of Man, lauréat du Prix du Jockey Club. En revanche, il ne fait pas dans le détail en démolissant la fine fleur des pur-sangs allemand de 14 longueurs en Allemagne dans le Grosser Preis von Baden, sur la distance classique de 2400 m. Ghaiyyath fait alors figure de sérieux candidat au titre dans le Prix de l'Arc de Triomphe. Mais le terrain lourd du premier dimanche d'octobre à Paris ne lui sied guère et il finit loin de Waldgeist et autres Enable.
Ghaiyyath passe l'hiver à Dubaï, où il en profite pour remporter un groupe 3, les Dubai Millenium Stakes, mais ne fait sa rentrée européenne qu'en juin, dans la Coronation Cup à Newmarket où il s'offre le scalp du Derby-winner Anthony Van Dyck et celui de la star des stayers, Stradivarius. Ghaiyyath semble alors plus fort que jamais et il le confirme en dominant dans les Eclipse Stakes la grande Enable, double lauréate du Prix de l'Arc de Triomphe, qui avait contre elle de faire sa rentrée. Grand favori des International Stakes, il y effectue une promenade de santé sanctionnée d'un excellent rating FIAH de 130, qui s'avérera le plus élevé au monde en cette année 2020. Il faut dire qu'il affrontait un lot restreint mais de grande qualité, avec trois vainqueurs de groupe 1, dont l'inusable championne Magical, six fois titrée dans cette catégorie. C'est d'ailleurs elle, Magical, qui le fera plier un mois plus tard à Leopardstown dans les Irish Champion Stakes, où est venu se préparer le futur lauréat de l'Arc, Sottsass. Redoutant les terrains pénibles de l'automne, Ghaiyyath tire sa révérence sur cette honorable défaite. Qui ne le prive pas du titre de cheval de l'année en Europe ainsi que celui de meilleur cheval d'âge,.

### Résumé de carrière
| Date          | Hippodrome   | Pays        | Course                    | Statut      | Distance    | Jockey      | Place       | Écart       | Vainqueur ou deuxième | Temps       | Gains       |
| 2017, 2 ans   | 2017, 2 ans  | 2017, 2 ans | 2017, 2 ans               | 2017, 2 ans | 2017, 2 ans | 2017, 2 ans | 2017, 2 ans | 2017, 2 ans | 2017, 2 ans           | 2017, 2 ans | 2017, 2 ans |
| ------------- | ------------ | ----------- | ------------------------- | ----------- | ----------- | ----------- | ----------- | ----------- | --------------------- | ----------- | ----------- |
| 15 septembre  | Doncaster    | Royaume-Uni | Maiden                    |             | 1 600 m     | J. Doyle    | 3e / 10     | 5 ¼         | Blue Laureate         | 1'41"16     | 1 685 €     |
| 28 septembre  | Newmarket    | Royaume-Uni | Maiden                    |             | 1 600 m     | J. Doyle    | 1er / 16    | 5           | Proschema             | 1'39"41     | 6 044 €     |
| 14 octobre    | Newmarket    | Royaume-Uni | Autumn Stakes             | Gr. 3       | 1 600 m     | W. Buick    | 1er / 8     | 1 ¾         | Dream Today           | 1'35"92     | 39 741 €    |
| 2018, 3 ans   |              |             |                           |             |             |             |             |             |                       |             |             |
| 22 septembre  | Longchamp    | France      | Prix du Prince d'Orange   | Gr. 3       | 2 000 m     | W. Buick    | 1er / 7     | 3           | Sacred Life           | 2'08"71     | 40 000 €    |
| 2019, 4 ans   |              |             |                           |             |             |             |             |             |                       |             |             |
| 7 avril       | Longchamp    | France      | Prix d'Harcourt           | Gr. 2       | 2 000 m     | W. Buick    | 1er / 6     | 1 ½         | Soleil Marin          | 2'02"87     | 74 100 €    |
| 28 avril      | Longchamp    | France      | Prix Ganay                | Gr. 1       | 2 100 m     | W. Buick    | 3e / 5      | 4 ½         | Waldgeist             | 2'09"07     | 34 290 €    |
| 1er septembre | Baden Baden  | Allemagne   | Grosser Preis von Baden   | Gr. 1       | 2 400 m     | W. Buick    | 1er / 9     | 14          | Donjah                | 2'30"08     | 150 000 €   |
| 6 octobre     | Longchamp    | France      | Prix de l'Arc de Triomphe | Gr. 1       | 2 400 m     | W. Buick    | 10e / 12    | 33          | Waldgeist             | 2'31"97     |             |
| 2020, 5 ans   |              |             |                           |             |             |             |             |             |                       |             |             |
| 20 février    | Meydan       | Dubaï       | Dubai Millenium Stakes    | Gr. 3       | 2 000 m     | W. Buick    | 1er / 6     | 8 ½         | Spotify               | 2'00"33     | 107 000 €   |
| 5 juin        | Newmarket    | Royaume-Uni | Coronation Cup            | Gr. 1       | 2 400 m     | W. Buick    | 1er / 7     | 2 ½         | Anthony Van Dyck      | 2'25"89     | 73 320 €    |
| 5 juillet     | Sandown Park | Royaume-Uni | Eclipse Stakes            | Gr. 1       | 2 000 m     | W. Buick    | 1er / 7     | 2 ¼         | Enable                | 2'04"48     | 166 637 €   |
| 15 août       | York         | Royaume-Uni | International Stakes      | Gr. 1       | 2 080 m     | W. Buick    | 1er / 5     | 3           | Magical               | 2'07"38     | 183 301 €   |
| 12 septembre  | Leopardstown | Irlande     | Irish Champion Stakes     | Gr. 1       | 2 000 m     | W. Buick    | 2e / 6      | 3/4         | Magical               | 2'05"08     | 150 000 €   |

## Au Haras
Ghaiyyath prend ses quarties à Kildangan Stud, l'un des haras de Darley, où il effectue sa première année de monte en 2021, au prix de 30 000 € la saillie.

## Origines
Présenté aux ventes à l'âge de 6 mois par Springbank Way Stud, Ghaiyyath a affolé les compteurs, Godolphin se l'offrant pour quelque 1 100 000 Guinées. Il faut dire qu'il est né dans la pourpre, fils du crack étalon Dubawi et de la classique Nightime (Galileo), lauréate des 1000 Guinées irlandaises en 2006. Nightime est une véritable planche à billets : elle-même vendue 3 700 000 Guinées en 2017 (un prix record pour une poulinière déjà âgée de 14 ans), neuf de ses dix produits passés sur les rings des ventes aux enchères ont été adjugés pour un total de 10,5 millions d'euros. Parmi eux, Zhukova (par Fastnet Rock), lauréate des Man O'War Stakes et de deux groupe 3 en Irlande, et Knight to King (Kingman), placé de groupe 3.

### Pedigree
| Origines de Ghaiyyath (GB), mâle bai né en 2015 | Origines de Ghaiyyath (GB), mâle bai né en 2015 | Origines de Ghaiyyath (GB), mâle bai né en 2015 | Origines de Ghaiyyath (GB), mâle bai né en 2015 |
| ----------------------------------------------- | ----------------------------------------------- | ----------------------------------------------- | ----------------------------------------------- |
| Père Dubawi                                     | Dubai Millennium                                | Seeking The Gold                                | Mr. Prospector                                  |
| Père Dubawi                                     | Dubai Millennium                                | Seeking The Gold                                | Con Game                                        |
| Père Dubawi                                     | Dubai Millennium                                | Colorado Dancer                                 | Shareef Dancer                                  |
| Père Dubawi                                     | Dubai Millennium                                | Colorado Dancer                                 | Fall Aspen                                      |
| Père Dubawi                                     | Zomaradah                                       | Deploy                                          | Shirley Heights                                 |
| Père Dubawi                                     | Zomaradah                                       | Deploy                                          | Slightly Dangerous                              |
| Père Dubawi                                     | Zomaradah                                       | Jawaher                                         | Dancing Brave                                   |
| Père Dubawi                                     | Zomaradah                                       | Jawaher                                         | High Tern                                       |
| Mère Nightime                                   | Galileo                                         | Sadler's Wells                                  | Northern Dancer                                 |
| Mère Nightime                                   | Galileo                                         | Sadler's Wells                                  | Fairy Bridge                                    |
| Mère Nightime                                   | Galileo                                         | Urban Sea                                       | Miswaki                                         |
| Mère Nightime                                   | Galileo                                         | Urban Sea                                       | Allegretta                                      |
| Mère Nightime                                   | Caumshinaun                                     | Indian Ridge                                    | Ahonoora                                        |
| Mère Nightime                                   | Caumshinaun                                     | Indian Ridge                                    | Hillbrow                                        |
| Mère Nightime                                   | Caumshinaun                                     | Ridge Pool                                      | Bluebird                                        |
| Mère Nightime                                   | Caumshinaun                                     | Ridge Pool                                      | Casting Couch (Famille 20-c)                    |